# Hopkins (Minnesota)
Hopkins ist eine Stadt (mit dem Status „City“) im Hennepin County im südöstlichen Zentrum des US-amerikanischen Bundesstaates Minnesota. Das U.S. Census Bureau hat bei der Volkszählung 2020 eine Einwohnerzahl von 19.079 ermittelt.
Hopkins ist Bestandteil der Metropolregion Minneapolis–Saint Paul.

## Geografie
Hopkins liegt im westlichen Vorortbereich von Minneapolis auf 44°55′30″ nördlicher Breite und 93°27′46″ westlicher Länge. Die Stadt erstreckt sich über 10,64 km².
Benachbarte Orte von Hopkins sind St. Louis Park (an der nordöstlichen Stadtgrenze), Edina (an der südöstlichen Stadtgrenze) sowie Minnetonka (an der südwestlichen, westlichen und nordwestlichen Stadtgrenze).
Das Stadtzentrum von Minneapolis liegt 14,7 km in ostnordöstlicher Richtung; das Zentrum von Saint Paul, der Hauptstadt von Minnesota, befindet sich 32,5 km östlich.

## Verkehr
Die Hauptader des Straßenverkehrs durch Hopkins wird durch den vierspurig ausgebauten U.S. Highway 169 gebildet, der zugleich als eine von mehreren westlichen Umgehungsstraßen der Twin Cities dient. Im Norden des Stadtgebiets wird der US 169 von der Minnesota State Route 7 gekreuzt. Alle weiteren Straßen sind untergeordnete Fahrwege sowie innerstädtische Verbindungsstraßen.
Durch Hopkins verläuft die Hauptlinie der Twin Cities and Western Railroad, die von Minneapolis nach Westen führt. Die nördliche Stadtgrenze wird von einer Linie der BNSF Railway gebildet, der zweitgrößten Eisenbahngesellschaft des Landes.
Auf den Trassen ehemaliger Eisenbahnlinien führen mehrere als Rail Trails bezeichnete Fuß- und Radwege durch die Stadt.
Der nächste Flughafen ist der Minneapolis-Saint Paul International Airport (26,2 km südsüdöstlich).

## Geschichte
Die ersten weißen Siedler kamen 1852 in die Gegend um die heutige Stadt. Der Kern der Stadt wurde 1887 durch die Ansiedlung einer Landmaschinenfabrik einschließlich der Errichtung von Häusern für deren Beschäftigte gebildet.
1893 wurde auf die Bitte der Bürger an die Countyverwaltung das selbstverwaltete Village of West Minneapolis gebildet.
1928 wurde der Name des Ortes in Hopkins geändert, dem Namen eines der ersten Siedler und Postmeister des Ortes.
Im Jahr 1947 wurde eine neue Gemeindeverfassung verabschiedet und der Gemeindestatus in „City“ geändert.

## Demografische Daten
Nach der Volkszählung im Jahr 2010 lebten in Hopkins 17.591 Menschen in 8366 Haushalten. Die Bevölkerungsdichte betrug 1653,3 Einwohner pro Quadratkilometer. In den 8366 Haushalten lebten statistisch je 2,07 Personen.
Ethnisch betrachtet setzte sich die Bevölkerung zusammen aus 70,4 Prozent Weißen, 13,5 Prozent Afroamerikanern, 0,6 Prozent amerikanischen Ureinwohnern, 8,5 Prozent Asiaten sowie 3,4 Prozent aus anderen ethnischen Gruppen; 3,6 Prozent stammten von zwei oder mehr Ethnien ab. Unabhängig von der ethnischen Zugehörigkeit waren 7,9 Prozent der Bevölkerung spanischer oder lateinamerikanischer Abstammung.
21,1 Prozent der Bevölkerung waren unter 18 Jahre alt, 66,3 Prozent waren zwischen 18 und 64 und 12,6 Prozent waren 65 Jahre oder älter. 52,4 Prozent der Bevölkerung war weiblich.
Das mittlere jährliche Einkommen eines Haushalts lag bei 48.533 USD. Das Pro-Kopf-Einkommen betrug 29.498 USD. 11,9 Prozent der Einwohner lebten unterhalb der Armutsgrenze.

## Persönlichkeiten
- Jim Korn (* 1957), Eishockeyspieler
- Samantha Harris (* 1973), Schauspielerin und Moderatorin
- Travis Boyd (* 1993), Eishockeyspieler
- Joseph Fahnbulleh (* 2001), liberianischer Sprinter
- Paige Bueckers (* 2001), Basketballspielerin